# 周村 (中将)
周村（1926年—2022年11月9日），原名周祖华，男，河南信阳人，中国人民解放军中将。

## 生平
周村是河南省信阳市浉河区谭家河乡人。1939年参加中国共产党领导的革命，1942年加入中国共产党。抗日战争时期，历任新四军第五师二分军区第二十五团连政治指导员、独立第五团副教导员，新四军第五师十五旅四十五团营教导员、营长。第二次国共内战时期，历任（前）中原军区第二纵队第十五旅第四十五团营长，江汉军区警卫团营长、教导大队教导员。
中华人民共和国成立后，历任国家核试验委员会委员，防化部部长，防化技术学校校长，中国人民解放军总参谋部防化部副部长，国家地震局政委，中国人民解放军总参谋部动员部副部长。1986年调任南京陆军指挥学院副院长，后升任院长。1988年获授中将军衔。